# Cephalaria leucantha
Cephalaria leucantha es una especie de planta fanerógama perteneciente a la familia Caprifoliaceae.

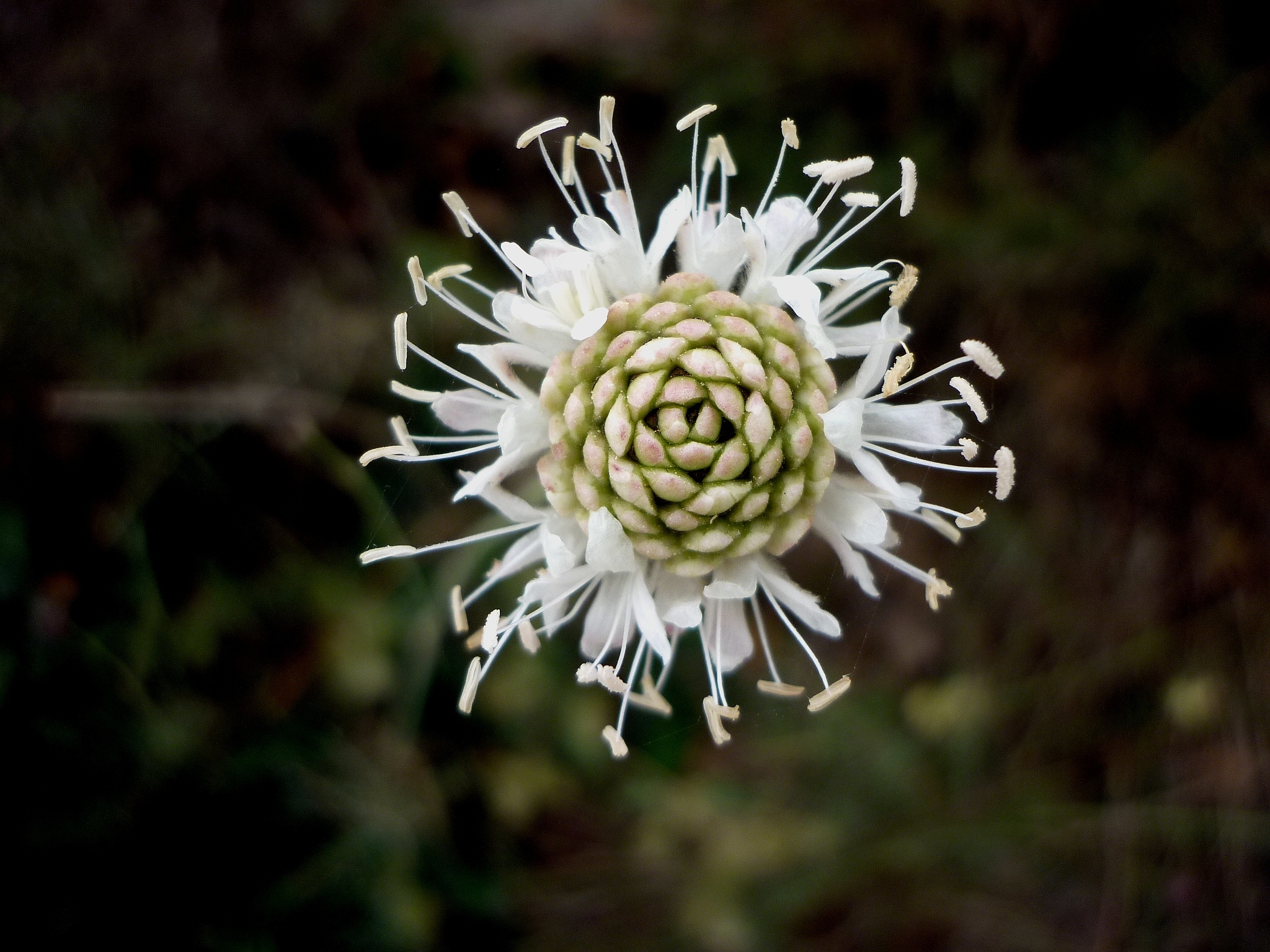
Flor

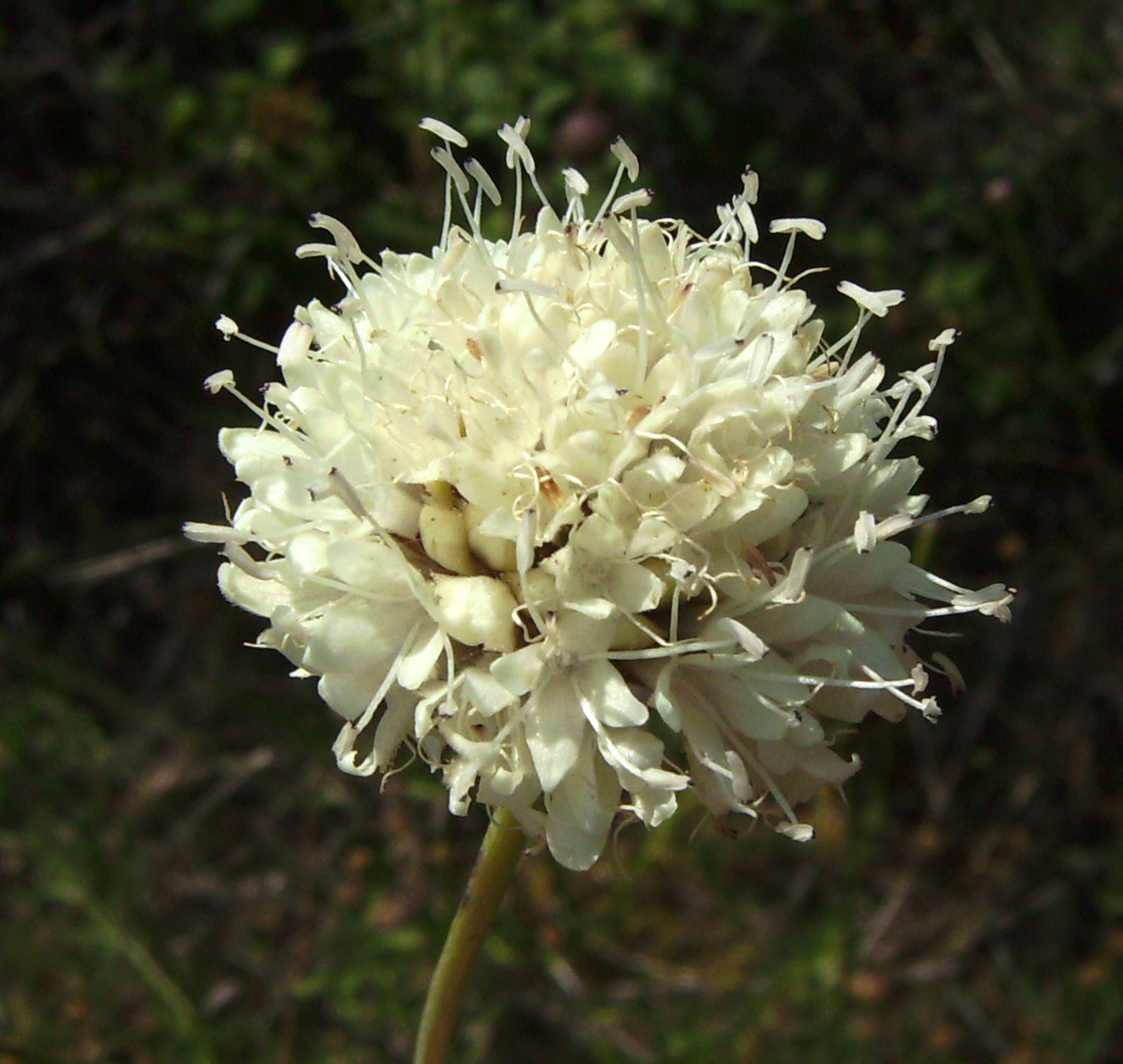
Flor

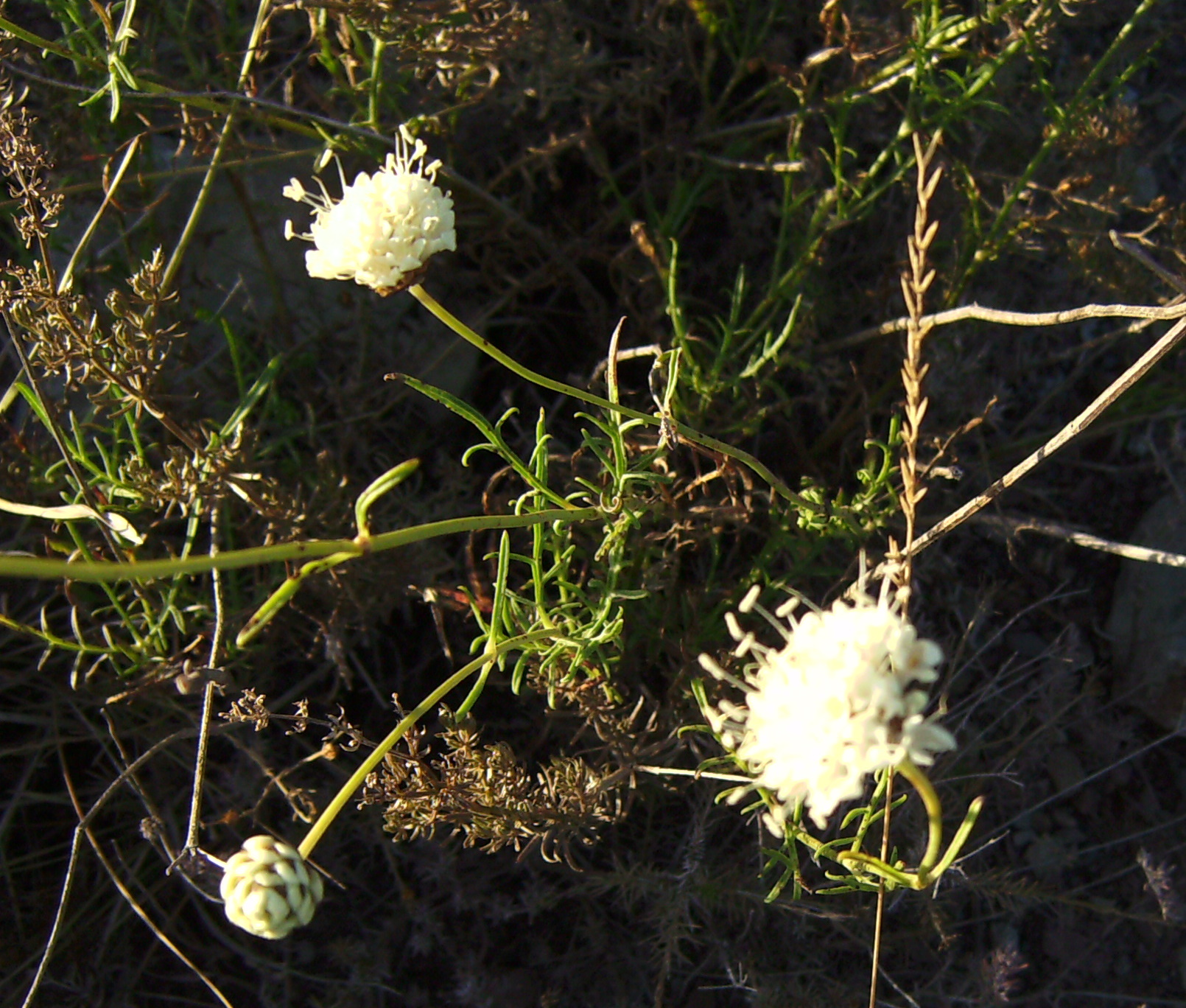
En su hábitat

## Descripción
Cephalaria leucantha alcanza un tamaño de hasta 90-150 cm de altura. Es una robusta planta perenne que tiene un largo tallo con hojas divididas, como un helecho. Produce flores blancas o pálidas color de limón, de julio a noviembre.
Es una planta herbácea caméfita perenne erecta, a menudo con varios tallos, con las hojas pinnatisectas; los capítulos de 1,5 a 2,5 cm; la corola es blanca de 10-15 mm con los estambres exsertos.

## Hábitat
Su hábitat corresponde al de claros de matorrales, henares, etc. principalmente en las regiones del norte del Mediterráneo desde el nivel del mar hasta los 1400 m de altitud. 

## Distribución
Esta especie está presente en el Norte de África y el Sur de Europa (Albania, Antigua Yugoslavia, Grecia, Italia, Francia, Portugal y España).

## Taxonomía
Cephalaria leucantha fue descrita por (L.) Schrad. ex Roem. & Schult. y publicado en Systema Vegetabilium 3: 47. 1818.
Etimología
Cephalaria: nombre genérico que deriva del griego kephal = "cabeza" y del latino -aria = sufijo que indica relación, en sentido amplio. Refiriéndose a que las flores, en este género, están reunidas en capítulos hemisféricos o subglobosos.
leucantha: epíteto latíno que significa "con flores blancas".
Variedad aceptada
- Cephalaria leucantha var. fragosoana (Pau) Maire

Sinonimia
- Cephalaria albescens (Willd.) Roem. & Schult.
- Cephalaria boetica Boiss.
- Cephalaria leucanthema Roem. & Schult.
- Cephalaria linearifolia Lange
- Cerionanthus leucanthus Schott ex Roem. & Schult.
- Lepicephalus leucanthus Lag.
- Lepicephalus leucanthus Tiegh.
- Leucopsora leucantha Raf.
- Pycnocomon albescens Wallr.
- Pycnocomon boeticum Boiss.
- Pycnocomon leucanthum Wallr.
- Scabiosa albescens Willd.
- Scabiosa leucantha L.
- Scabiosa leucocephala Link
- Scabiosa mediterranea Viv.
- Succisa leucantha Moench[7]